# Ромеїт
Ромеїт — мінерал, антимонат кальцію координаційної будови.
Хімічна формула:
1. За Є. Лазаренком: (Ca, NaH)Sb2O6(O, OH, F);
2. За К.Фреєм, Г.Штрюбелем і З. Х. Ціммером: (Ca, Fe, Mn, Na)2(Sb, Ti)2O6(O, OH, F).
Домішки FeO, PbO, MnO, TiO2.
Склад у % (з родовища Лонґбан, Швеція): CaO — 19,01; Na2O — 2,03; Sb2O5 — 72,17; F — 3,5; H2O — 0,66.
Сингонія кубічна. Гексоктаедричний вид. Форма виділення — кубічні кристали.
Густина 5,1.
Твердість 6,0.
Колір медово-жовтий або червоний. Блиск скляний. Ізотропний.
Зустрічається у гідротермальних родовищах разом з епідотом, гематитом та іншими. Знахідки: родовище Сен-Марсель (П'ємонт, Італія), в штаті Мінас-Жерайс (Бразилія), Якобсберґ (Швеція). Рідкісний.
На честь французького кристалографа Ж. Б. Роме де-Ліля (A.Damour, 1841).
Синоніми — атопіт, льюісит, мауцеліїт, пірохлор, ромеїн, шнеебергіт, веслініт.

## Різновиди
Розрізняють:
- ромеїт залізистий (різновид ромеїту, який містить 8,5 % FeO),
- ромеїт манґанистий (різновид ромеїту, який містить 6,5 % MnO),
- ромеїт натріїстий (різновид ромеїту, який містить 4,5 % Na2O),
- ромеїт свинцевий (монімоліт),
- ромеїт свинцевистий (різновид ромеїту, який містить 7,0 % PbO),
- ромеїт титановий (різновид ромеїту, який містить до 8,0 % TiO2),
- ромеїт флуористий (різновид ромеїту, який містить 3,5 % F).